# Governatorato di Grodno
Il governatorato di Grodno (in russo Гродненская губерния?) è stato un gubernija dell'Impero russo.
Il governatorato fu istituito nel 1796, alla fine delle spartizioni della Polonia, ed era originariamente conosciuto come Governatorato di Slonim; quest'ultimo esistette fino al 12 dicembre 1796, quando lo zar Paolo I lo unì al Governatorato di Vil'na per formare il Governatorato lituano.
Dopo la morte di Paolo, Alessandro I  annullò i cambiamenti amministrativi introdotti dal suo predecessore. Il Governatorato lituano fu abolito e ri-suddiviso nei governatorati di Vilna e Slonim il 9 settembre 1801. Il governatorato di Grodno fu re-istituito con i confini del 1796. Il capoluogo era a Hrodna (Grodno in russo).